# Порц-Яха
Порц-Яха́ (рос. Порц-Яха) — присілок у складі Ямальського району Ямало-Ненецького автономного округу Тюменської області. Знаходиться на міжселенній території.
Населення — 12 осіб (2010, 16 у 2002).
Національний склад станом на 2002 рік: ненці — 94 %.
Старі назви — Порцаяха, Порсияха.